# Saint-Claude (Jura)
Saint-Claude is een gemeente in het Franse departement Jura (regio Bourgogne-Franche-Comté). De gemeente telde 8.556 inwoners op 1 januari 2022. De plaats is de onderprefectuur van het arrondissement Saint-Claude.
Saint-Claude is een bisschopsstad die bekend is voor de productie van tabakspijpen en het slijpen van diamanten.

## Geschiedenis
In de gemeente stond de Abdij Saint-Claude die 26 parochies bediende. De bouw van de abdijkerk duurde van de 14e tot de 18e eeuw ten gevolge van geldgebrek veroorzaakt door oorlogsgeweld en epidemieën. In de 17e eeuw stichtten de ongeschoeide karmelieten een klooster in de stad. In 1742 werd Saint-Claude een bisschopszetel en de abdijkerk werd de kathedraal van het nieuwe bisdom. Na de Franse Revolutie werd de kathedraal in 1794 in brand gestoken. Vijf jaar later woedde er een grote stadsbrand in Saint-Claude. Na het Concordaat van 1801 werd het bisdom Saint-Claude niet opnieuw opgericht; het werd bij het aartsbisdom Besançon gevoegd. Pas de oprichting van het departement Jura werd in 1822 weer een bisdom Saint-Claude gecreëerd, dat samenvalt met het departement.
Al in de 17e eeuw was de stad een gereputeerd centrum voor het bewerken van edelstenen. Hierbij werd gebruik gemaakt van de aanwezige waterkracht. Dit was mee een gevolg van de nabijheid tot Genève en haar uurwerknijverheid. In de 19e eeuw werden zelfs diamanten aangevoerd door Antwerpse diamantairs om in Saint-Claude geslepen te worden. En al in de 16e eeuw werd Saint-Claude een centrum voor de productie van tabakspijpen. In de jaren 1920 werkten bijna 5.000 personen of bijna een derde van de inwoners in deze bedrijfstak. Aan het begin van de 20e eeuw groeide de stad en breidde uit naar het noorden.

## Geografie
De oppervlakte van Saint-Claude bedroeg op 1 januari 2022 70,19 vierkante kilometer; de bevolkingsdichtheid was toen 121,9 inwoners per km². De gemeente ligt aan de samenvloeiing van de Tacon en Bienne. De bergen Mont Chabot en Mont Bayard torenen uit boven de stad.
De onderstaande kaart toont de ligging van Saint-Claude met de belangrijkste infrastructuur en aangrenzende gemeenten.

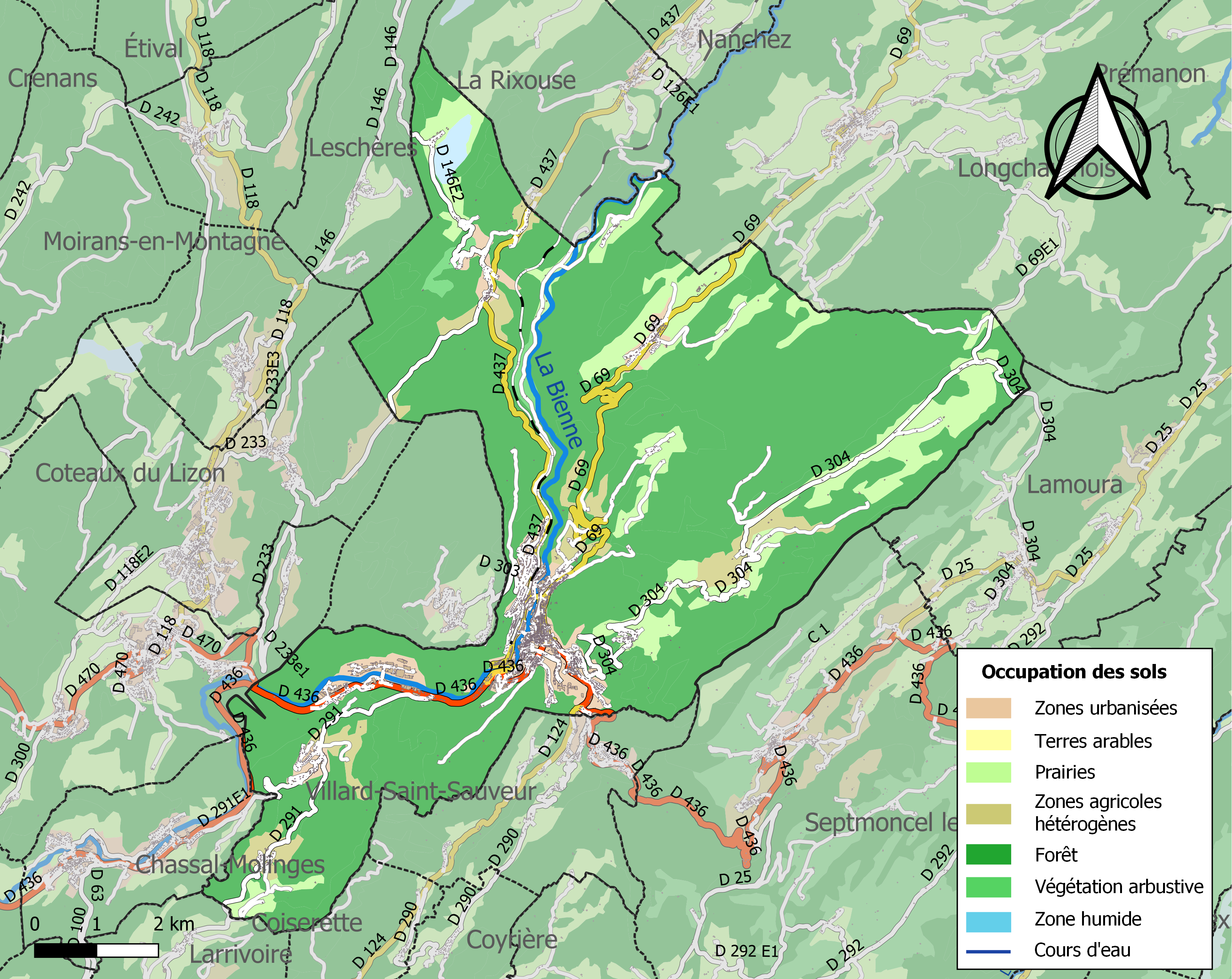

## Verkeer en vervoer
In de gemeente ligt spoorwegstation Saint-Claude.

## Demografie
Onderstaande figuur toont het verloop van het inwonertal (bron: INSEE-tellingen).

## Geboren
- Mevlüt Erdinç (1987), voetballer
- Alexis Vuillermoz (1988), wielrenner
- Philippine Zadéo (1998), zangeres

## Galerij

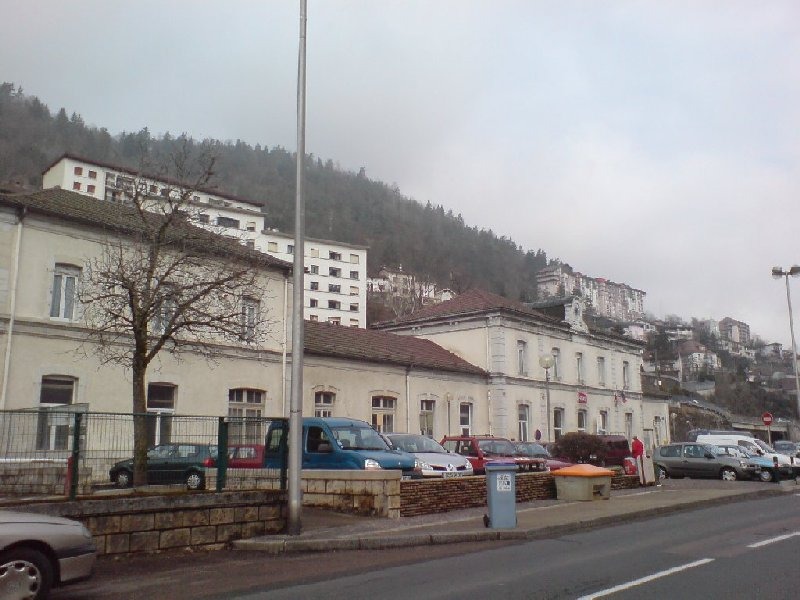
Station Saint-Claude
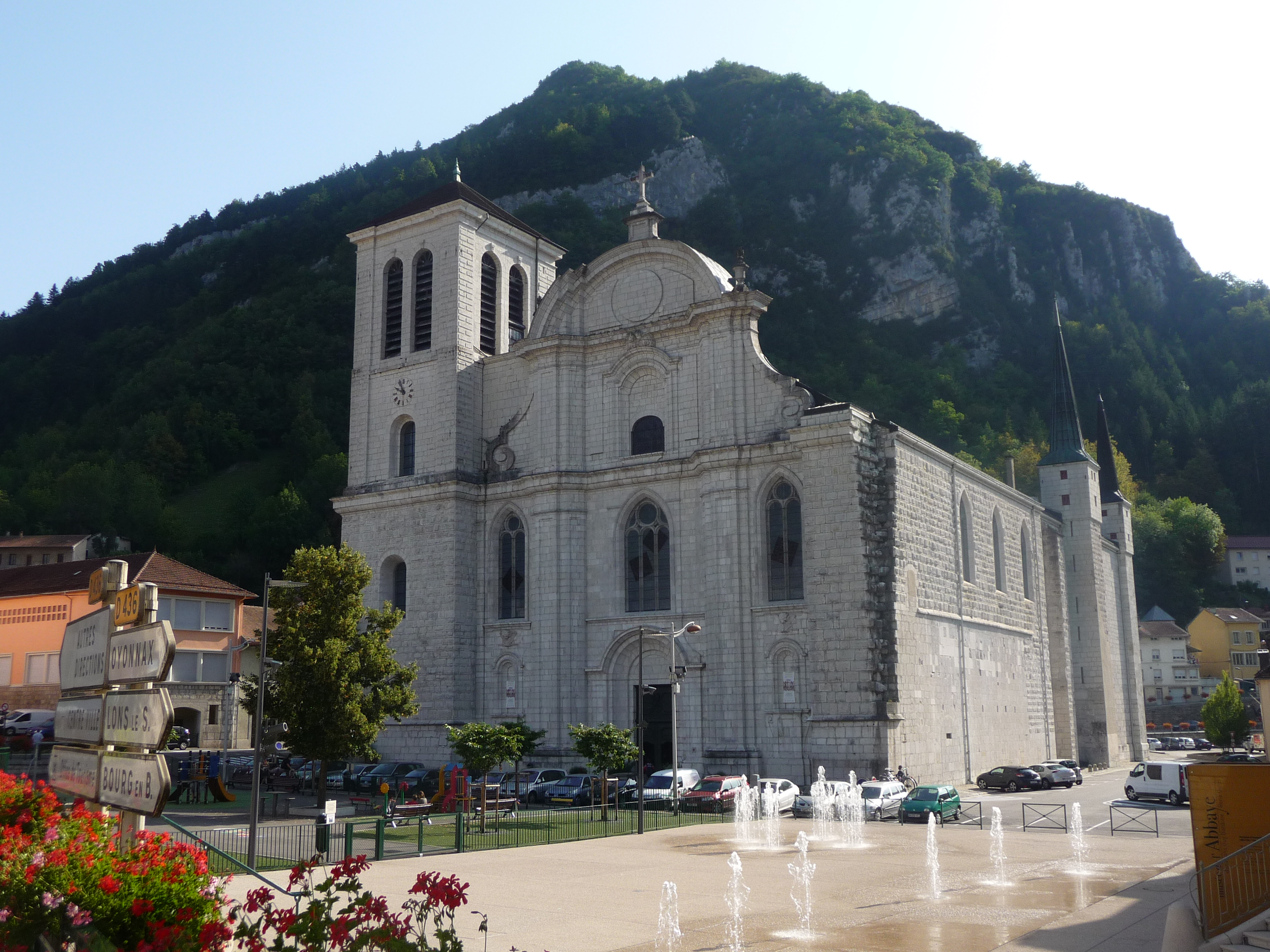
Cathédrale Saint-Pierre, Saint-Paul et Saint-André
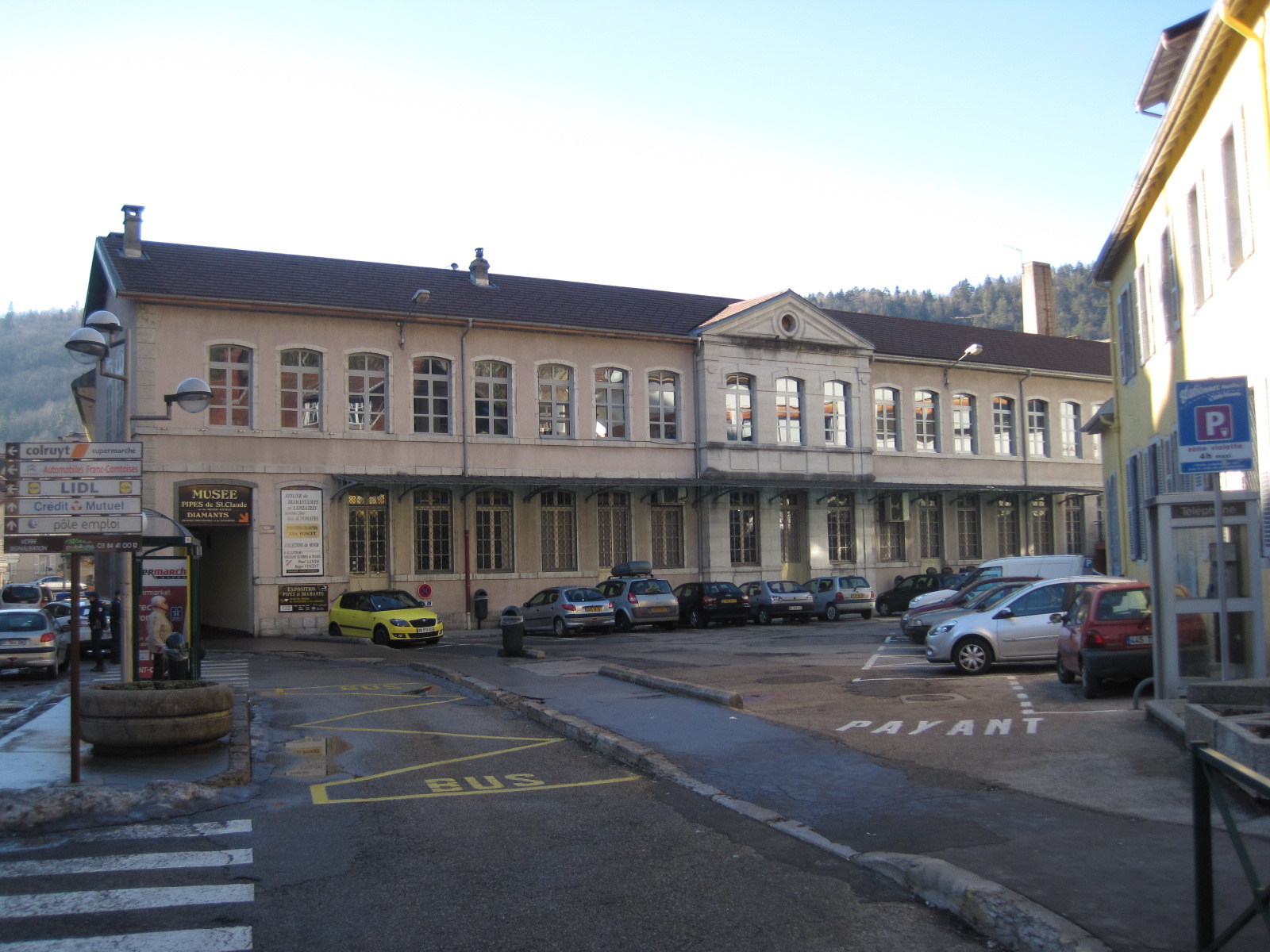
Musée de la pipe et du diamant